# Funkcionalne zahteve za predmetne normativne podatke
Funkcionalne zahteve za predmetne normativne podatke (angl. Functional requirements for subject authority data, FRSAD) postavlja teoretično osnovo za zasnovo normativnih datotek za predmetne oznake, geslovnikov, tezavrov, taksonomij in podobnih sistemov za vsebinsko označevanje dokumentov in publikacij. 
Starejši  dokument, Format za normativne podatke  je bil narejen za prenos informacij, ki so pomembne za usvojene oblike imen in predmetov, ki se jih uporablja kot elementi pristopa v MARC  zapisih. 
Čeprav se kot vsebinski opis običajno rabi kronološke, tematske, oblikovne termine in geografska imena, se je FRSAD omejil le na tematske termine. 

### Entitete modela
- delo: je definirano že v FZBZ. Je pa to duhovna stvaritev. Homerjeva Iliada kot delo, je samo abstraktna kreacija, na osnovi katere so nastale različne izdaje, prevodi, priredbe tega dela. Če se vsebina dela spremeni in če obsega tudi nov intelektualni ali umetniški prispevek, govorimo o novem delu. Vsako delo lahko obravnava eno ali več tem, ki se imenujejo
- thema: To je katerakoli entiteta, ki je uporabljena kot vsebina dela. Delo lahko govori o nekem drugem delu (to je pogosto pri literarnih študijah), konkretnem ali abstraktnem pojmu (Robbov vodnjak ali ljubezen), dogodku (pust) itd. Temo pa ponazorimo z nekim poimenovanjem, ki se imenuje
- nomen: Tema ima lahko več poimenovanj (npr. leposlovje, književnost, beletristika). Vloga normativne kontrole, zaradi katere nastaja ta funkcionalni model pa je, da besedišče uredi in uvede le eno poimenovanje za eno temo (npr. samo književnost). Druga poimenovanja služijo kot kazalke, ki nas v fazi iskanja po podatkovni bazi pripeljejo do pravega rezultata ne glede na to, katero od poimenovanj uporabimo.

### Atributi
Vsaka od entitet modela ima svoje atribute, ki predstavljajo strukturo za gradnjo bodoče podatkovne baze. 

### Predmetni normativni seznam
Sem spadajo 
- predmetna katalogizacijska pravila,
- geslovniki, kot npr. Spletni splošni slovenski geslovnik in
- tezavri.